# Hermann Hoth
Hermann Hoth (Neuruppin, 12 april 1885 - Goslar, 25 januari 1971) was een Duits generaal tijdens de Tweede Wereldoorlog. Hij voerde tijdens operatie Fall Gelb het bevel over het 15e Gemotoriseerde Korps en stak de Maas over te Dinant. Hij voerde nadien aan het oostfront het bevel over het 4e Pantserleger. Hij trachtte in opdracht van generaal Von Manstein door te stoten naar Stalingrad, om daar in december 1942 het omsingelde 6e Leger van Friedrich Paulus te ontzetten (Operatie Wintergewitter), maar werd de pas afgesneden. Nadien boekte hij een paar successen in de Slag om Koersk, maar ook die slag ging verloren.
In november 1941 deed hij de uitspraak dat de uitroeiing van de joodse bevolking een gebod van zelfbehoud is.

## Militaire loopbaan
- Fähnrich: 27 februari 1904[4][7]
- Leutnant: 27 januari 1905[4] (benoemingsakte (Patent) vanaf 22 juni 1903)[7]
- Oberleutnant: 19 juni 1912[4][7]
- Hauptmann: 8 november 1914[4] -19 november 1914[7]
- Major: 1 januari 1924[4]
- Oberstleutnant: 1 februari 1929[4][8]
- Oberst: 1 februari 1932[4][8]
- Generalmajor: 1 oktober 1934[4][8]
- Generalleutnant: 1 oktober 1936[4][8]
- General der Infanterie: 1 november 1938[4]
- Generaloberst: 19 juli 1940[4][9]

## Decoraties
- Ridderkruis van het IJzeren Kruis (nr.6) op 27 oktober 1939 als General der Infanterie en Commandant van het XV Armeekorps[10][4][9][11]
- Ridderkruis van het IJzeren Kruis met Eikenloof (nr.25) op 17 juli 1941 als Generaloberst en Opperbevelhebber van de Panzergruppe 3[10][4][9][11]
- Ridderkruis van het IJzeren Kruis met Eikenloof en Zwaarden] (nr.35) op 15 september 1943 als Generaloberst en Opperbevelhebber van het 4. Panzerarmee[10][4][11]
- IJzeren Kruis 1914, 1e Klasse[8] (2 augustus 1915)[10][4] en 2e Klasse[8] (20 september 1914)[4][10]
- Herhalingsgesp bij IJzeren Kruis 1939, 1e klasse (27 september 1939)[10][4] en 2e Klasse (21 september 1939)[4][10]
- Erekruis voor Frontstrijders in de Wereldoorlog][10][4]
- Dienstonderscheiding van Leger en Marine voor (25 dienstjaren)[4][10]
- Kruis voor Militaire Verdienste (Oostenrijk-Hongarije), 3e Klasse met Oorlogsdecoratie[8][4]
- Ridderkruis in de Huisorde van Hohenzollern met Zwaarden[8] op 16 augustus 1918[10]
- Ridder der Tweede Klasse in de Orde van Militaire Verdienste[10][8]
- Hanseatenkruis Hamburg[4][8]
- Medaille Winterschlacht im Osten 1941/42 op 6 november 1942[10]
- IJzeren Halve Maan[4][8]
- Orde van Michaël de Dappere, 3e Klasse op 6 november 1942 als Generaloberst en Opperbevelhebber van het 4e Pantserleger[10][4]
- Panzerkampfabzeichen in zilver[10][4]
- Ridderkruis in de Militaire Orde van Verdienste (Bulgarije)[10][7]
- Gewondeninsigne 1918 in zwart[10]
- Hij werd meerdere malen genoemd in het Wehrmachtbericht. Dat gebeurde op:
  - 6 augustus 1941[12]
  - 7 augustus 1941[13]
  - 18 oktober 1941[14]
  - 19 oktober 1941[14]
  - 30 november 1941[14]